# ゴスフォード伯爵
ゴスフォード伯爵（ゴスフォードはくしゃく、英: Earl of Gosford）は、アイルランド貴族の爵位。1806年に創設された。

## 歴史

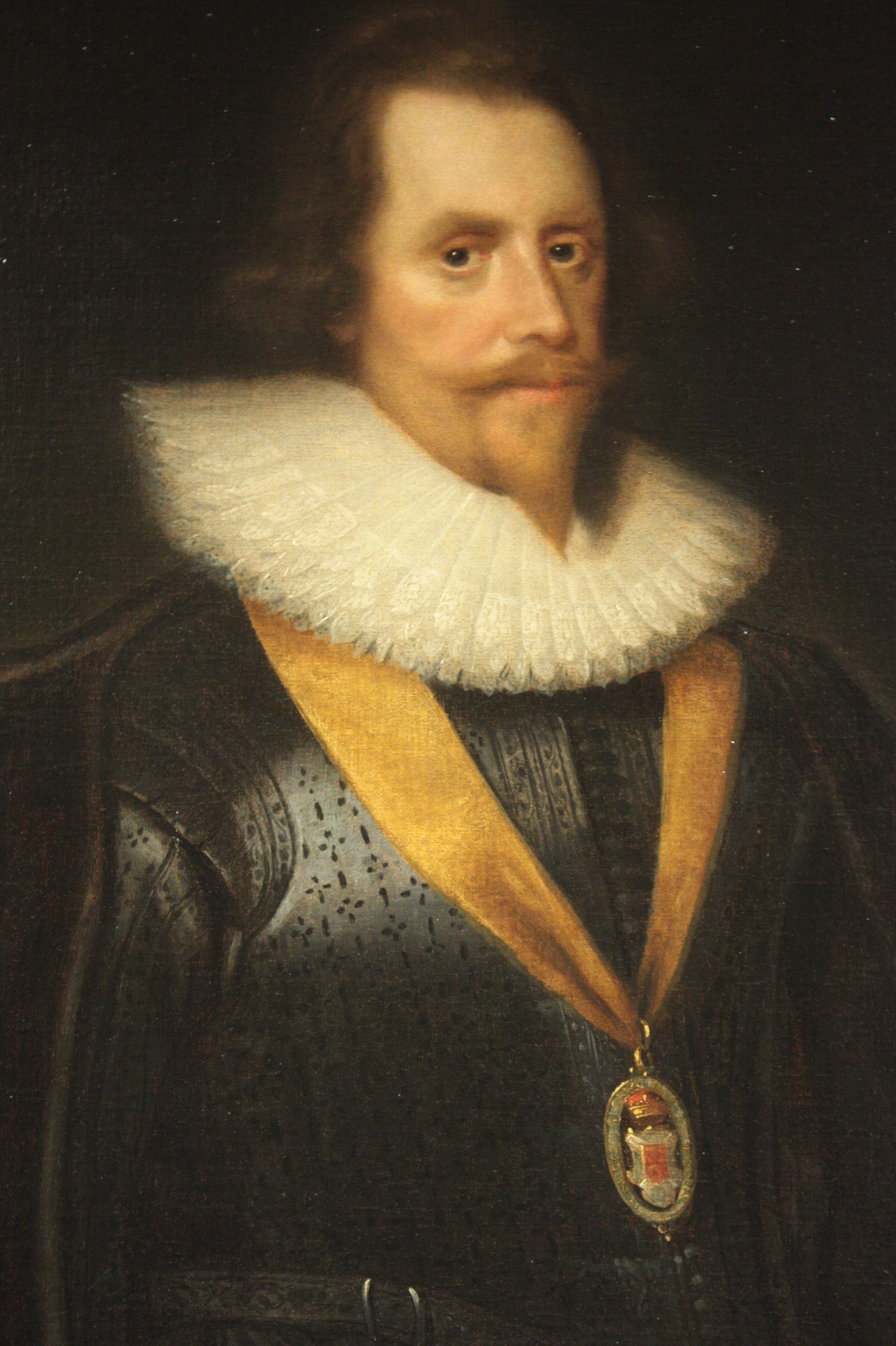
アーチボルド・アチソン

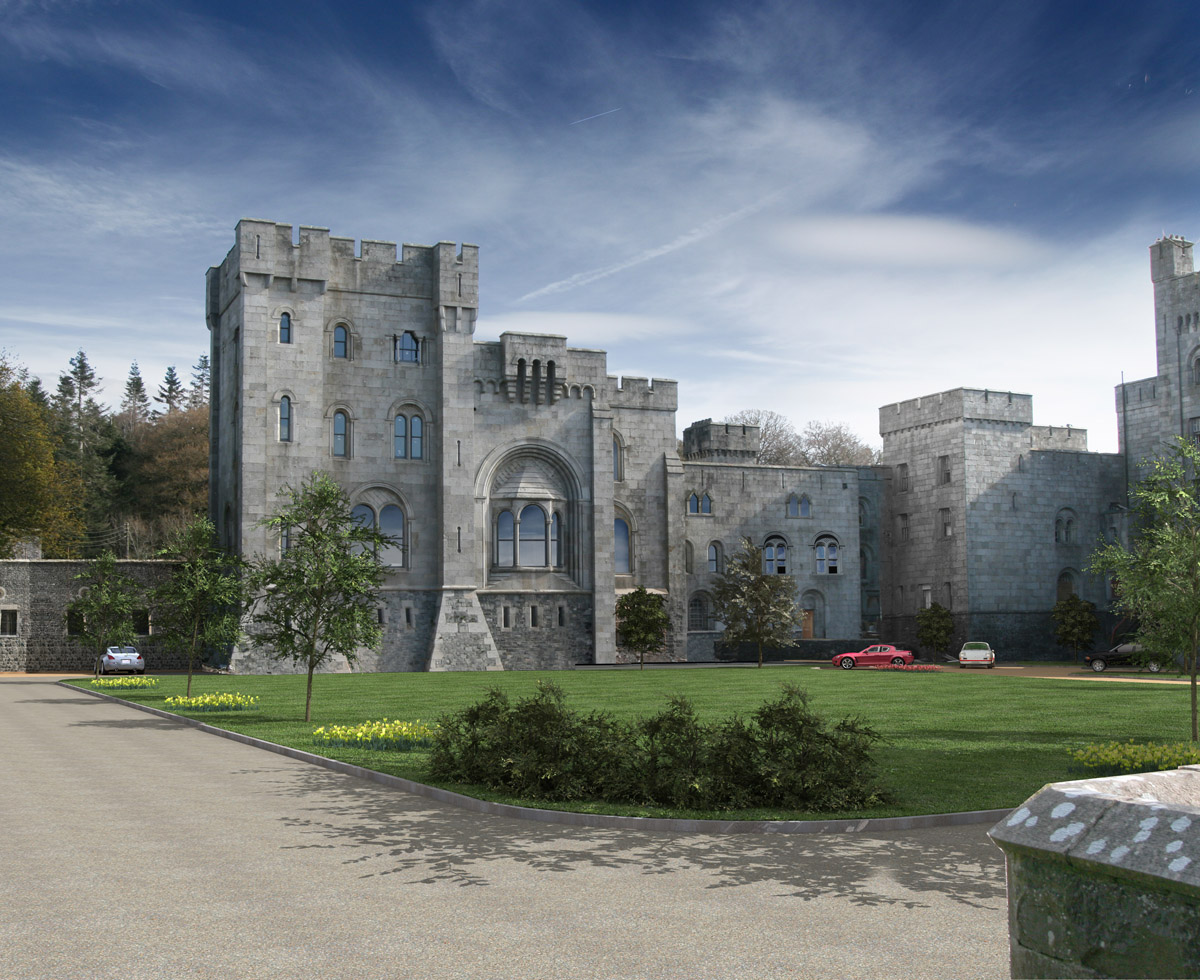
伯爵家の旧邸宅ゴスフォード城

スコットランド出身の裁判官でアイルランドに入植したアーチボルド・アチソン(1583–1634)は1628年1月1日、ノバスコシアにおける準男爵に叙された。
4代準男爵サー・ニコラス・アチソン(c.1655–1701)、5代準男爵サー・アーサー・アチソン(1688–1749)はアイルランド庶民院議員を務めた。
6代準男爵サー・アーチボルド・アチソン(1718–1790)はアイルランド庶民院議員を35年間務めたのち、1776年7月20日にアイルランド貴族であるアーマー県におけるマーケット・ヒルのゴスフォード男爵に、1785年6月20日にアーマー県におけるマーケット・ヒルのゴスフォード子爵に叙された。その息子である2代子爵アーサー・アチソン(c.1745–1807)はアイルランド庶民院議員、アイルランド枢密院の枢密顧問官を務め、1806年2月4日にゴスフォード伯爵に叙された。
2代伯爵アーチボルド・アチソン(1776–1849)はホイッグ党の政治家であり、アイルランド庶民院議員、連合王国庶民院議員、アイルランド貴族代表議員、国王親衛隊隊長、アーマー統監を歴任して、1835年6月13日に連合王国貴族であるサフォーク州におけるベクルズのウォーリンガム男爵に叙され、同年にカナダ総督に就任した。
3代伯爵アーチボルド・アチソン(1806–1864)は自由党の政治家であり、連合王国庶民院議員を務めたのち、父の存命中の1847年9月18日に連合王国貴族であるアーマー県におけるクランカーニーのアチソン男爵に叙された。4代伯爵アーチボルド・ブラバゾン・スパロー・アチソン(1841–1922)はアーマー統監、ウェールズ公付き侍従たる議員を務めた。
5代伯爵アーチボルド・チャールズ・モンタギュー・ブラバゾン・アチソン(1877–1954)は第二次ボーア戦争、第一次世界大戦に参戦した陸軍の軍人であり、6代伯爵アーチボルド・アレグザンダー・ジョン・スタンリー・アチソン(1911–1966)は第二次世界大戦に空軍の軍人として参戦、戦後はイーデン内閣期に国防省政務次官を、マクミラン内閣期に外務省政務次官と侍従たる議員を務めた。
2024年現在の当主は6代伯爵の息子にあたる7代伯爵チャールズ・デイヴィッド・アレグザンダー・ジョン・スパロー・アチソン(1942–)である。

## 一覧

### （グレンカーニーの）アチソン準男爵（1628年）
- 初代準男爵サー・アーチボルド・アチソン（英語版）（1583年 – 1634年）
- 第2代準男爵サー・パトリック・アチソン（1611年ごろ – 1638年）
- 第3代準男爵サー・ジョージ・アチソン（1629年 – 1685年）
- 第4代準男爵サー・ニコラス・アチソン（英語版）（1656年ごろ – 1701年）
- 第5代準男爵サー・アーサー・アチソン（英語版）（1688年 – 1749年）
- 第6代準男爵サー・アーチボルド・アチソン（1718年 – 1790年）
  - 1776年、ゴスフォード男爵に叙爵。1785年、ゴスフォード子爵に叙爵

### ゴスフォード子爵（1785年）
- 初代ゴスフォード子爵アーチボルド・アチソン（1718年 – 1790年）
- 第2代ゴスフォード子爵アーサー・アチソン（1745年ごろ – 1807年）
  - 1806年、ゴスフォード伯爵に叙爵

### ゴスフォード伯爵（1806年）

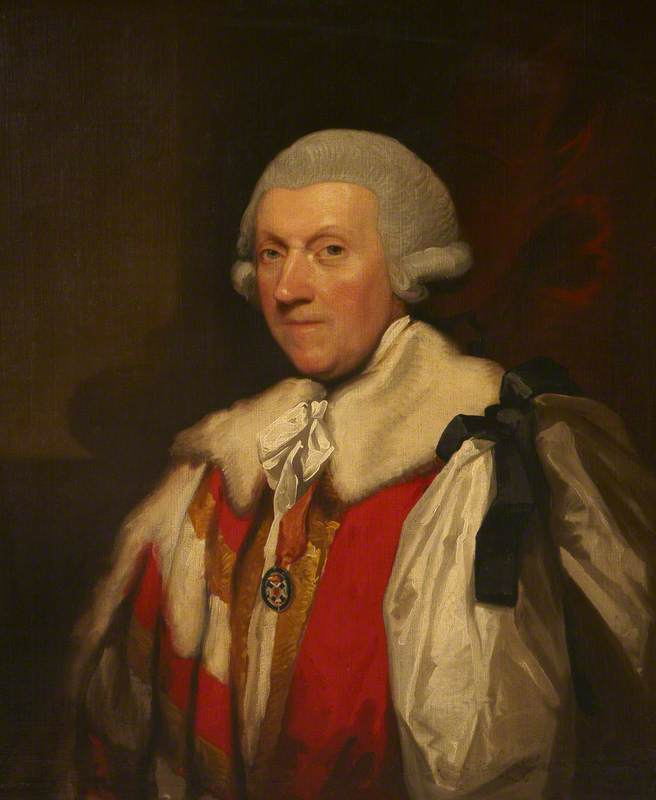
伯爵家の祖の初代伯爵アーサー・アチソン

- 初代ゴスフォード伯爵アーサー・アチソン（1745年ごろ – 1807年）
- 第2代ゴスフォード伯爵アーチボルド・アチソン（英語版）（1776年 – 1849年）
- 第3代ゴスフォード伯爵アーチボルド・アチソン（英語版）（1806年 – 1864年）
- 第4代ゴスフォード伯爵アーチボルド・ブラバゾン・スパロー・アチソン（英語版）（1841年 – 1922年）
- 第5代ゴスフォード伯爵アーチボルド・チャールズ・モンタギュー・ブラバゾン・アチソン（英語版）（1877年 – 1954年）
- 第6代ゴスフォード伯爵アーチボルド・アレグザンダー・ジョン・スタンリー・アチソン（英語版）（1911年 – 1966年）
- 第7代ゴスフォード伯爵チャールズ・デイヴィッド・アレグザンダー・ジョン・スパロー・アチソン（英語版）（1942年 – ）

爵位の推定相続人は現当主の叔父の息子にあたるニコラス・ホープ・カーター・アチソン（1947年 – ）で、その法定推定相続人は息子にあたるエリック・ジェームズ・パトリック・アチソン（1988年 – ）である。